# Ally Sheedy
Alexandra Elizabeth "Ally" Sheedy, född 13 juni 1962 i New York i New York, är en amerikansk skådespelare och författare. Hon tillhörde 1980-talets Brat Pack inom filmen. 

## Biografi
Ally Sheedy började dansa med The American Ballet Theatre när hon var sex år gammal. När hon var fjorton gav hon upp dansandet till förmån för skådespeleri. Hon har förklarat att hon inte klarade av den livsstil med ständigt stränga dieter som krävs för att man ska klara sig som dansare. Efter att ha besökt The Mike Douglas Show för att tala om sin bok; She was nice to mice började skådespelarjobben rulla in. I början var det mest reklamfilmer, men 1977 fick hon sin första roll på Broadway, bland annat var hon den första kvinnan som någonsin spelat titelrollen i musikalen Hedwig and the Angry Inch. 
Tre år senare, samma dag som hon fyllde 18, flyttade Sheedy till Los Angeles, där hon studerade drama på University of Southern California. Det dröjde inte länge förrän hon fick sin första filmroll i filmatiseringen av boken Best Little Girl in the World, 1981. År 1983 fick hon sin första större roll som JC i Bad boys. Samma år spelade hon även rollen som huvudpersonens bästa vän, Jennifer i War Games. Efter att ha spelat i de båda populära high school-filmerna Breakfast Club och St. Elmo's Fire anses hon tillhöra 1980-talets Brat Pack.
År 1998 lämnade Sheedy Hollywood, efter att ha tackat nej till roller bland annat i Fredagen den 13:e och Top Gun, med motiveringen att hon inte fick de roller som hon kände för. År 2006 blev hon framröstad till en av de 100 största tonårsstjärnorna genom tiderna.
Hon blev beroende av sömnmedel under sin dalande karriär men fick behandling för det.
Ally Sheedy var Demi Moores tärna när den senare gifte sig med Bruce Willis.

## Filmografi i urval
- 1983 – Bad Boys
- 1983 – War Games
- 1984 – Oxford Blues
- 1985 – Breakfast Club
- 1985 – St. Elmo's Fire
- 1985 – Två gånger i livet
- 1986 – Blue City - Staden bortom lagen
- 1986 – Nr 5 lever!
- 1987 – Rika tjejer jobbar inte
- 1990 – Betsys bröllop
- 1990 – Capone mot Capone (TV-film)
- 1991 – Mammas gosse
- 1992 – Ensam hemma 2 - vilse i New York
- 1993 – Konsten att göra kassasuccé
- 1993 – Man's Best Friend
- 1994 – Den 8:e gästen (TV-film)
- 1994 – Seacliff Inn
- 1995 – Innan natten faller på
- 1997 – Black Out
- 1997 – Förgiftad (TV-film)

## Utmärkelser
- MTV Movie Awards 2005 - Silver Bucket of Excellence Award Breakfast Club (tillsammans med Molly Ringwald, Judd Nelson och Anthony Michael Hall)
- Los Angeles Film Critics Association 1998 - Bästa kvinnliga huvudroll  High Art
- Independent Spirit Award 1998 - Bästa kvinnliga huvudroll High Art
- National Society of Film Critics Awards 1998 - Bästa kvinnliga huvudroll (1998)  High Art